# Río Tsivil
El río Gran Tsivil (en ruso: Большой Цивиль ; en chuvasio: Мăн Çавал/Man Çaval) o  Tsivil en su parte inferior, es un río de la república de Chuvasia, en Rusia, afluente por la orilla derecha del Volga.

## Geografía
El Tsivil tiene una longitud de 170 km y drena una cuenca de 4.690 km². Su caudal medio a 51 km de la desembocadura es de 17.2 m³/s.
El Pequeño Tsivil Mali Tsivil (Bolshoï Tsivil) y el Gran Tsivil unen sus aguas cerca de Tsivilsk para formar el río Tsivil, que desemboca en el Volga cerca de Novocheboksarsk.
Los ríos Unga y Kunagar son los principales afluentes del Tsivil.